# University of Education, Winneba
De University of Education, Winneba (afgekort: UEW) is een instelling voor hoger onderwijs in Ghana. De hoofdcampus bevindt zich in de stad Winneba, in de regio Central. Verder heeft de universiteit nog drie andere campussen, te weten in Kumasi, Mampong en Ajumako. De UEW leidt sinds 1992 studenten op tot docenten voor scholen in Ghana. De rector van de universiteit is Alhaji Asoma Banda, maar staat onder de dagelijkse leiding van vice-rector Professor Akwasi Asabere-Ameyaw. De voorzitter van de universiteit is Okofo Amoako-Bondam.
De universiteit komt voor in de rankings als de nummer 4 universiteit van Ghana, nummer 106 van Afrika en nummer 4883 van de wereld, en is lid van de Vereniging van Universiteiten van het Gemenebest, de Vereniging van Afrikaanse Universiteiten en de Internationale Vereniging van Universiteiten.

## Geschiedenis
De University of Education, Winneba werd opgericht in 1992. Destijds was het nog geen volwaardige universiteit; dat is het pas sinds de University of Education, Winneba Act 2004 werd goedgekeurd door het parlement van Ghana op 14 mei 2004. Sindsdien is de universiteit bevoegd om haar eigen diploma's uit te geven. 

## Organisatie
De University of Education, Winneba heeft campussen in vier steden. De hoofdcampus bevindt zich in Winneba, regio Central in het zuiden van Ghana. De hoofdcampus is verspreid over drie plekken in de stad. Daarnaast zijn er drie campussen buiten Winneba: een in Ajumako, eveneens in de regio Central, en in Kumasi en Mampong, beide in de regio Ashanti in het midden van Ghana. Daarnaast heeft de universiteit ook nog 16 regionale studiecentra verspreid over het land.

### Winneba Campus
De Winneba Campus is de hoofdcampus van de universiteit en is verspreid over drie gebieden in de stad: Noord, Midden en Zuid. De administratie van de UEW bevindt zich in het zuidelijke campusgedeelte. De volgende onderdelen behoren tot deze campus:
- Faculteit Wetenschapsonderwijs
- School voor de Kunsten
- School voor Onderzoek en Graduate Studies
- Instituut voor Onderwijsontwikkeling en -uitbreiding

### Ajumako Campus
De Ajumako Campus, ook wel het College of Language Education, is vooral gericht op taalonderwijs. De enige faculteit die onderdeel is van deze campus, is de Faculteit Taalonderwijs. Talen die hier onderwezen worden, zijn Engels, Frans, Akan, Nzema, de Gurtalen, Gonja, Ewe, Ga en Dangme. Ook is het Departement voor Toegepaste Linguïstiek onderdeel van deze faculteit. Op termijn wordt de faculteit verhuisd naar Winneba en zal de huidige faculteit omgevormd worden tot het College of Language Education.

### Kumasi Campus
De Kumasi Campus, ook wel het College of Technology Education, ligt zo'n 320 kilometer van Winneba vandaan en bestaat uit de volgende onderdelen:
- Faculteit Bedrijfskundeonderwijs
- Faculteit Beroeps- en Techniekonderwijs
- Faculteit Educatieve Studies

### Mampong Campus
De Mampong Campus, ook wel het College of Agricultural Education, ligt zo'n 50 kilometer ten noordoosten van Kumasi, en bestaat uit de volgende onderdelen:
- Faculteit Landbouwonderwijs
- Faculteit Wetenschaps- en Milieu-educatie